# Yakovlev Yak-24
El Yakovlev Yak-24 (en ruso: Як-24, designación OTAN: Horse) fue un helicóptero de transporte pesado bimotor con rotores en tándem desarrollado en la Unión Soviética por el fabricante Yakovlev. Realizó su primer vuelo el 3 de julio de 1952 y fue puesto en servicio en 1955 con la Fuerza Aérea Soviética. También fue usado como helicóptero civil por parte de Aeroflot.

## Historia y diseño
Cuando a finales de 1951 se inició el desarrollo del voluminoso helicóptero de transporte pesado Yakovlev Yak-24, para complementar al Mil Mi-4 , el OKB-115), equipo de proyectos de Alexander Sergueievitch Yakovlev tenía muy poca aptitud en aparatos de alas rotatorias, pues su experiencia se limitaba al prototipo coaxial Yakovlev EG de 1947 y al Yak-100 de 1949, ninguno de los cuales logró pasar de una etapa experimental. Se encontraron muchas dificultades, pero tras un amplio proceso de evaluaciones en tierra, el cuarto prototipo comenzó sus vuelos cautivos a partir del 3 de julio de 1952.
Fue potenciado con dos motores radiales Shvetsov ASh-82V de 1268 kW, construido con un diseño en tándem para los rotores, el cual no era típico de los helicópteros soviéticos, pronto se ganó el apodo Letayushchiy Vagón (Летающий вагон, El vagón volador). El motor y la transmisión eran los mismos del Mil-4, pero al parecer este diseño no funcionó en el Yak-24. Sus motores fueron unidos entre sí, por lo que cada motor podía con uno o los dos rotores a la vez, pero este arreglo causaba muchas vibraciones. Después que los problemas fueron parcialmente resueltos y tras completarse las evaluaciones oficiales en prototipos posteriores, el nuevo helicóptero entró en producción en abril de 1955, y al cabo de cuatro meses los aparatos de demostración fueron presentados por primera vez en público durante el Día de la Aviación Soviética, que se celebraba cada año en el aeropuerto moscovita de Túshino. El 17 de diciembre de 1955 estableció dos nuevos récords mundiales de carga, al levantar 2.000 kg en una altura de 5.082 m y 4.000 kg a 2.902 m.
Las variantes iniciales del Yak-24, la versión de transporte militar, podía llevar 30 infantes equipados o 18 camillas, o hasta 3.000 kg de carga, que podían convertirse en vehículos ligeros estibados a través de una rampa trasera. El Yak-24U alzó el vuelo en diciembre de 1957, y presentaba varias mejoras de diseño, como rotores más grandes (21 m en total) y fuselaje totalmente de metal; fue puesto en producción a partir de 1959, entregándose unos 50 ejemplares; esta versión podía llevar 40 infantes equipados o hasta 3.500 kg de carga, incluyendo dos vehículos GAZ-69. La variante civil, la Yak-24A de 1960 acomodaba 30 pasajeros. También fue usado como grúa voladora, con capacidad de transportar 5.000 kg de carga externa.
También se propusieron otros dos modelos civiles, el Yak-24K, versión VIP, con capacidad de 9 pasajeros con el fuselaje acortado y el Yak-24P para 39 pasajeros equipado con 2 turbinas de 2700 cv, pero ninguno fue construido.
Se desconoce el número exacto de unidades construidas, pero debido a problemas técnicos la cantidad producida fue pequeña: unos 100 ejemplares. La necesidad de un helicóptero de transporte pesado fue cubierta con el exitoso Mil Mi-6.

## Operadores

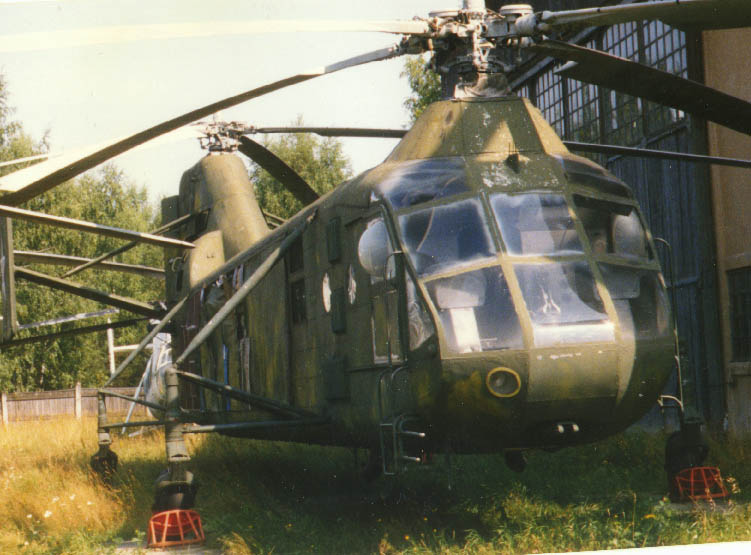
Yak-24 en el Museo de la Fuerza Aérea Central de Mónino, en Moscú.

Unión Soviética
- Aeroflot
- Fuerza Aérea Soviética

## Especificaciones
- Tipo: helicóptero pesado militar
- Tripulación: 3
- Planta motriz: 2 motores radiales Shvetsov ASh-82V de 1.250 kW c/u (1.750 cv)
- Dimensiones:
- Longitud: 21,34 m
- Superficie discal conjunta de ambos rotores: 314,15 m²
- Diámetro del rotor 2 x 20 m
- Pesos:
- Peso vacío:  10.600 kg
- Máximo peso de despegue: 14.270 kg
- Carga discal de los rotores: 45,42 kg/m²
- Prestaciones:
- Velocidad máxima: 175 km/h
- Alcance: 270 km
- Techo de vuelo: 4.200 m
- Trepada:  m/s

### Aeronaves similares
- Piasecki H-21
- Piasecki PV-17
- Bristol Belvedere
- CH-46 Sea Knight
- CH-47 Chinook